# (12775) Brackett
(12775) Brackett (1994 PX22) – planetoida z grupy pasa głównego asteroid okrążająca Słońce w ciągu 4,31 lat w średniej odległości 2,65 j.a. Odkryta 12 sierpnia 1994 roku.